# Брунчуков, Степан Васильевич
Степан Васильевич Брунчуков (1912-1980) — старшина Рабоче-крестьянской Красной Армии, участник Великой Отечественной войны, полный кавалер ордена Славы.

## Биография
Степан Брунчуков родился 28 декабря 1912 года в деревне Купринки (ныне — Духовщинский район Смоленской области). После окончания семи классов школы работал бухгалтером в райфинотделе. В 1943 году Брунчуков был призван на службу в Рабоче-крестьянскую Красную Армию. С октября того же года — на фронтах Великой Отечественной войны.
К февралю 1944 года сержант Степан Брунчуков командовал отделением сапёрного взвода 629-го стрелкового полка 134-й стрелковой дивизии 39-й армии Западного фронта. Отличился во время освобождения Белорусской ССР. 29 февраля 1944 года к востоку от Витебска Брунчуков вместе со своим отделением успешно проделал проходы в проволочном заграждении, после чего без потерь провёл роту через минное поле. 18-20 марта, несмотря на массированный вражеский огонь, лично минировал подходы к советским позициям. 20 марта 1944 года Брунчуков был награждён орденом Славы 3-й степени.
К апрелю 1944 года Брунчуков стал старшим сержантом. Во время боя в районе села Серкизов Турийского района Волынской области Украинской ССР 30 апреля 1944 года Брунчуков со своим отделением захватил вражескую траншею, лично уничтожив 2 пулемётные точки. В том бою его отделение уничтожило несколько десятков солдат и офицеров противника. 5 июля 1944 года Брунчуков был награждён орденом Славы 2-й степени.
18 июля 1944 года к северу от Владимира-Волынского отделение Брунчукова проделало 4 прохода во вражеских минных и проволочных заграждениях, сняв в общей сложности около 130 мин различных систем. Всего же за время своего участия в войне Брунчуков лично снял более 200 мин, проделав 15 проходов в минных полях, а также уничтожил 7 дотов и поставил более 10 минных полей на передовой.
Указом Президиума Верховного Совета СССР от 24 марта 1945 года за «мужество, отвагу и героизм, проявленные в борьбе с немецкими захватчиками» старший сержант Степан Брунчуков был награждён орденом Славы 1-й степени за номером 544.
После окончания войны в звании старшины Брунчуков был демобилизован. Проживал в городе Сафоново Смоленской области, работал главбухом в автохозяйстве. Умер 15 апреля 1980 года, похоронен на 11-м кладбище в Сафоново.
Был также награждён орденом Отечественной войны 1-й степени и рядом медалей.